# Élections législatives autrichiennes de 1949
Les élections législatives autrichiennes de 1949 (Nationalratswahl in Österreich 1949, en allemand), se sont tenues le 9 octobre 1949, en vue d'élire les 165 députés du Conseil national, pour un mandat de quatre ans.
Le Parti populaire autrichien remporte ces élections devant le Parti socialiste d'Autriche.

## Mode de scrutin

Carte des neuf Länder.

L'Autriche est une république semi-présidentielle dotée d'un parlement bicaméral.
Sa chambre basse, le Conseil national (en allemand : Nationalrat), est composée de 165 députés élus pour cinq ans selon un mode de scrutin proportionnel de liste bloquées dans neuf circonscriptions, qui correspondent aux Länder, à raison de 7 à 36 sièges par circonscription selon leur population. Elles sont ensuite subdivisées en un total de 43 circonscriptions régionales.
Le seuil électoral est fixé à 4 % ou un siège d'une circonscription régionale. La répartition se fait à la méthode de Hare au niveau régional puis suivant la méthode d'Hondt au niveau fédéral.
Bien que les listes soit bloquées, interdisant l'ajout de noms n'y figurant pas, les électeurs ont la possibilité d'exprimer une préférence pour un maximum de trois candidats, permettant à ces derniers d'être placés en tête de liste pour peu qu'ils totalisent un minimum de 14 %, 10 % ou 7 % des voix respectivement au niveau régional, des Länder, et fédéral. Le vote, non obligatoire, est possible à partir de l'âge de 19 ans.

## Résultats

### Fédéral
| Parti | Parti                                                         | Suffrages | Suffrages | Suffrages | Sièges  | Sièges  |
| Parti | Parti                                                         | Voix      | %         | +/-       | Députés | +/-     |
| ----- | ------------------------------------------------------------- | --------- | --------- | --------- | ------- | ------- |
|       | Parti populaire autrichien (ÖVP)                              | 1 846 581 | 44,03     | 5,77      | 77      | 8       |
|       | Parti socialiste d'Autriche (SPÖ)                             | 1 623 524 | 38,71     | 5,89      | 67      | 9       |
|       | Fédération des Indépendants (VDU)                             | 489 273   | 11,67     | Nouveau   | 16      | Nouveau |
|       | Parti communiste d'Autriche et gauche socialiste (Linksblock) | 213 066   | 5,08      | 0,34      | 5       | 1       |
|       | Autres                                                        | 21 289    | 0,51      | N/A       | 0       | N/A     |

### Par Land
| Land           | ÖVP            | SPÖ  | VDU  | Link. |     |
| Land           | %              | %    | %    | %     |     |
| -------------- | -------------- | ---- | ---- | ----- | --- |
| Land           | Basse-Autriche | 54,1 | 36,2 | 4,3   | 5,1 |
| Burgenland     | 52,6           | 40,5 | 3,9  | 2,9   |     |
| Carinthie      | 33,7           | 40,7 | 20,6 | 4,0   |     |
| Haute-Autriche | 44,9           | 30,8 | 20,8 | 3,1   |     |
| Salzbourg      | 43,7           | 33,6 | 18,6 | 3,3   |     |
| Styrie         | 42,9           | 37,4 | 14,5 | 4,5   |     |
| Tyrol          | 56,3           | 23,8 | 17,4 | 1,6   |     |
| Vienne         | 35,6           | 49,2 | 6,8  | 7,9   |     |
| Vorarlberg     | 56,4           | 18,9 | 21,9 | 2,4   |     |

### Analyse
Les conservateurs arrive premier avec 44,03 % devant le Parti socialiste d'Autriche (38,71 %).

### Conséquences
La coalition est reconduite au pouvoir avec Leopold Figl comme chancelier.